# Aktorik
Die Aktorik, auch Aktuatorik genannt, ist ein Teilgebiet der Antriebstechnik,  das sich mit dem Aktor als einem technischen Element beschäftigt. Der Begriff der Aktorik umfasst allgemein das Erzeugen einer Bewegung oder einer Verformung und ist daher für verschiedene technische Disziplinen von Bedeutung, beispielsweise in der Regelungstechnik, der Automatisierungstechnik oder der Mechatronik.
Aktoren wandeln Signale (z. B. vom Steuerungscomputer ausgehende Befehle) in mechanische Bewegung oder andere physikalische Größen (z. B. Druck oder Temperatur) und greifen damit aktiv in den Prozess ein.
Im klassischen Sinne kann Aktorik jede Art von Bewegungserzeugung sein:
- Mechanisch: Drehung einer Lenksäule per Hand
  - Pneumatisch mittels eines Pneumatikzylinders
  - Hydraulisch mittels eines Hydraulikzylinders
- Elektromechanisch: Rotation einer Welle, Mutter oder Gewindespindel durch einen elektrischen Motor, der als Antriebselement dient oder Translation der beweglichen Komponente eines Linearsystems
- Biologisch: Stimulation einer Muskelfaser
- optisch: Anzeigeelemente
- thermisch: Heizungen, Peltier-Elemente oder flächige dünne Biegeaktoren auf Basis von Formgedächtnislegierungen

Die Benutzerschnittstelle von elektromechanischen Aktoren ist oft eine Kabelfernbedienung oder eine Funkfernbedienung.
Eine Spezialisierung der Aktorik als Wissenschaft fand in den letzten Jahren statt.
Aktorik-Systeme auf Basis von Formgedächtnislegierungen schaffen neue Möglichkeiten und bieten Vorteile u. a. im Hinblick auf Bauraum und Gewicht:
- Flächige Biegeaktoren, bei denen Formgedächtnislegierungs-Drähte in einen Faserkunststoffverbund integriert werden, können je nach Größe eine Auslenkung im Bereich von wenigen Millimetern bis zu mehreren Zentimetern erreichen.[1]
- Im Bereich der Mikroaktorik werden wenige Millimeter Bewegung realisiert. Hier werden beispielsweise Formgedächtnislegierungen eingesetzt, die über eine hohe Leistungsdichte verfügen[2][3].

Neue piezoelektrische Verbundwerkstoffe erlauben die Erfassung und Erzeugung von Bewegungen auf neue Art und Weise:
- Erzeugen von Bewegung: Man legt ein elektrisches Feld in definierter Polungsrichtung an einen piezoelektrischen Verbundwerkstoff an: das Resultat ist eine gezielte Verformung (Kontraktion, Elongation, Scherung). Anwendungen z. B. Pumpen ohne Motor (Prinzip ähnlich wie die menschliche Speiseröhre)
- Erfassen von Bewegung: Eine Kraft deformiert das piezoelektrische Element und ruft somit einen zur Deformation proportionalen Potentialunterschied hervor. Anwendung: Aktive und/oder adaptive Vibrationskontrolle, Lärmreduktion, Erhöhung der Positioniergenauigkeit hochdynamischer Systeme.